# Onychothemis coccinea
Onychothemis coccinea är en trollsländeart som beskrevs av Maurits Anne Lieftinck 1953. Onychothemis coccinea ingår i släktet Onychothemis och familjen segeltrollsländor. Inga underarter finns listade i Catalogue of Life.